# Platypternodes
Platypternodes är ett släkte av insekter. Platypternodes ingår i familjen gräshoppor.
Kladogram enligt Catalogue of Life:
| Platypternodes | \| \| Platypternodes brevipes \| \| \| \| \| \| Platypternodes savannae \| \| \| \| \| \| Platypternodes voltaensis \| \| \| \| |
|                | \| \| Platypternodes brevipes \| \| \| \| \| \| Platypternodes savannae \| \| \| \| \| \| Platypternodes voltaensis \| \| \| \| |
|                | Platypternodes brevipes |
|                | |
|                | Platypternodes savannae |
|                | |
|                | Platypternodes voltaensis |
|                | |